# برتو گونچالوس
آلبرتو گونزالوس دا کوستا (به پرتغالی: Alberto Gonçalves da Costa) مهاجم اهل برزیل است که در شهر برزیل و در تاریخ ۳۱ دسامبر ۱۹۸۰ به دنیا آمده‌است.
آلبرتو گونزالوس دا کوستا در تیم‌های فوتبال Tuna Luso سابقهٔ حضور دارد.